# Anemonen-Schmuckblume
Die Anemonen-Schmuckblume (Callianthemum anemonoides), auch Windröschen-Schmuckblume genannt, ist eine Pflanzenart aus der Gattung Schmuckblumen (Callianthemum) innerhalb der Familie der Hahnenfußgewächse (Ranunculaceae). Dieser Endemit kommt nur in den österreichischen nordöstlichen Kalkalpen vor.

## Beschreibung

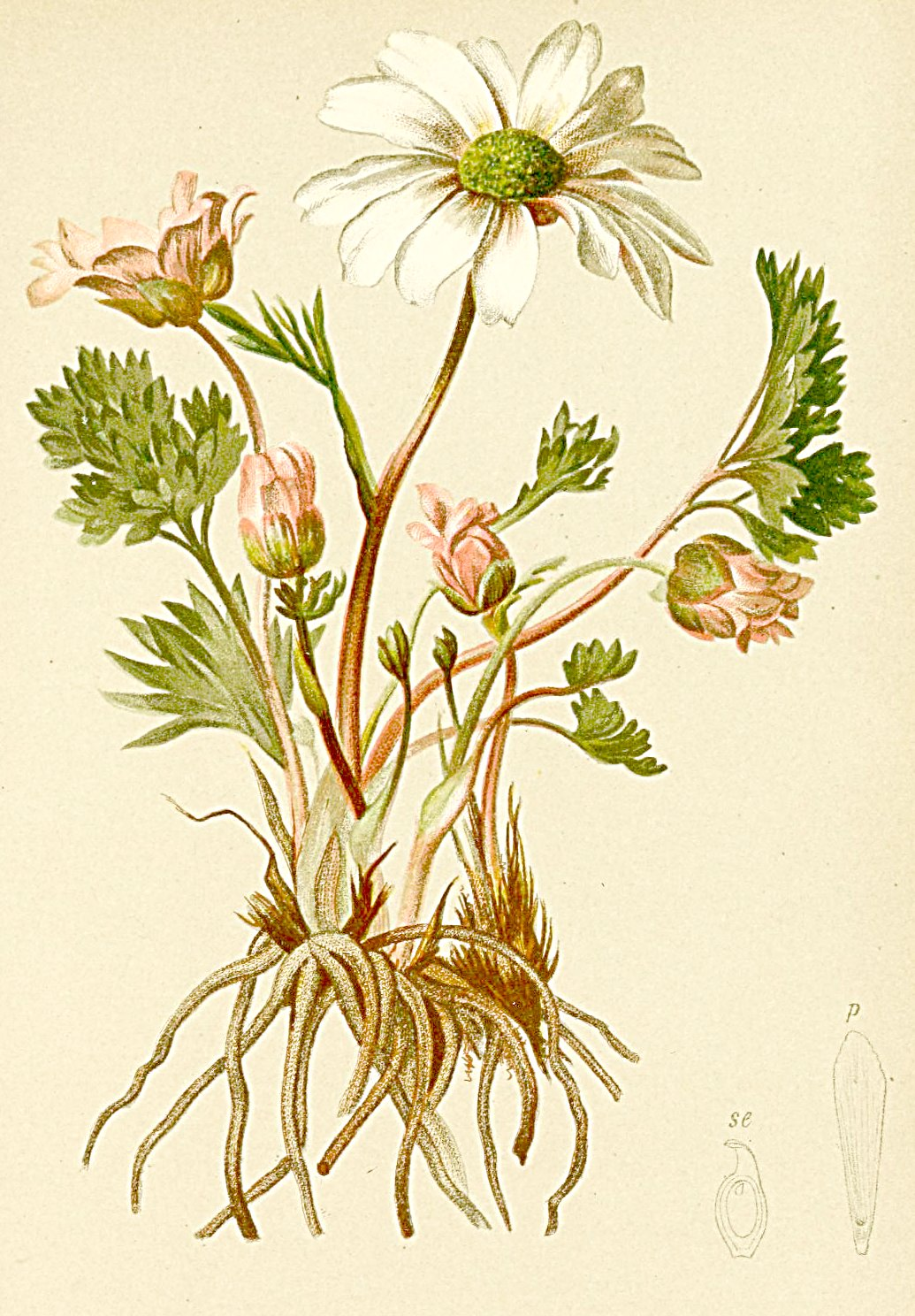
Illustration aus Atlas der Alpenflora

### Vegetative Merkmale
Die  Anemonen-Schmuckblume wächst als mehrjährige krautige Pflanze und erreicht Wuchshöhen von 10 bis 25 Zentimetern. Die blaugrünen und kahlen Grundblätter sind zur Blütezeit noch nicht vollständig entwickelt. Sie sind mehrfach gefiedert, wobei die unteren Fiedern zwischen 10 und 13 Millimeter lang gestielt sind. Meist existiert nur ein Stängelblatt, das den Grundblättern ähnlich ist, jedoch etwas kleiner und weniger gefiedert.

### Generative Merkmale
Am unverzweigten Stängel sitzt meist nur eine Blüte, die zwischen 30 und 40 Millimeter Durchmesser erreicht. Die 10 bis 18 Kronblätter sind weiß bis blassrosa und haben eine linealische (bis keilförmige) Form. Sie werden doppelt so lang wie die weißlichen und häutigen Kelchblätter, die etwa sieben bis 13 Millimeter lang werden. Die schwach gelben Staubblätter sowie die Fruchtblätter sind zahlreich vorhanden. Die netzartige, geaderte Frucht (Nüsschen) mit Schnabel wird 4,5 bis 6 Millimeter lang.
Die Blütezeit reicht von März bis Mai.
Die Chromosomenzahl beträgt 2n = 32.

## Vorkommen

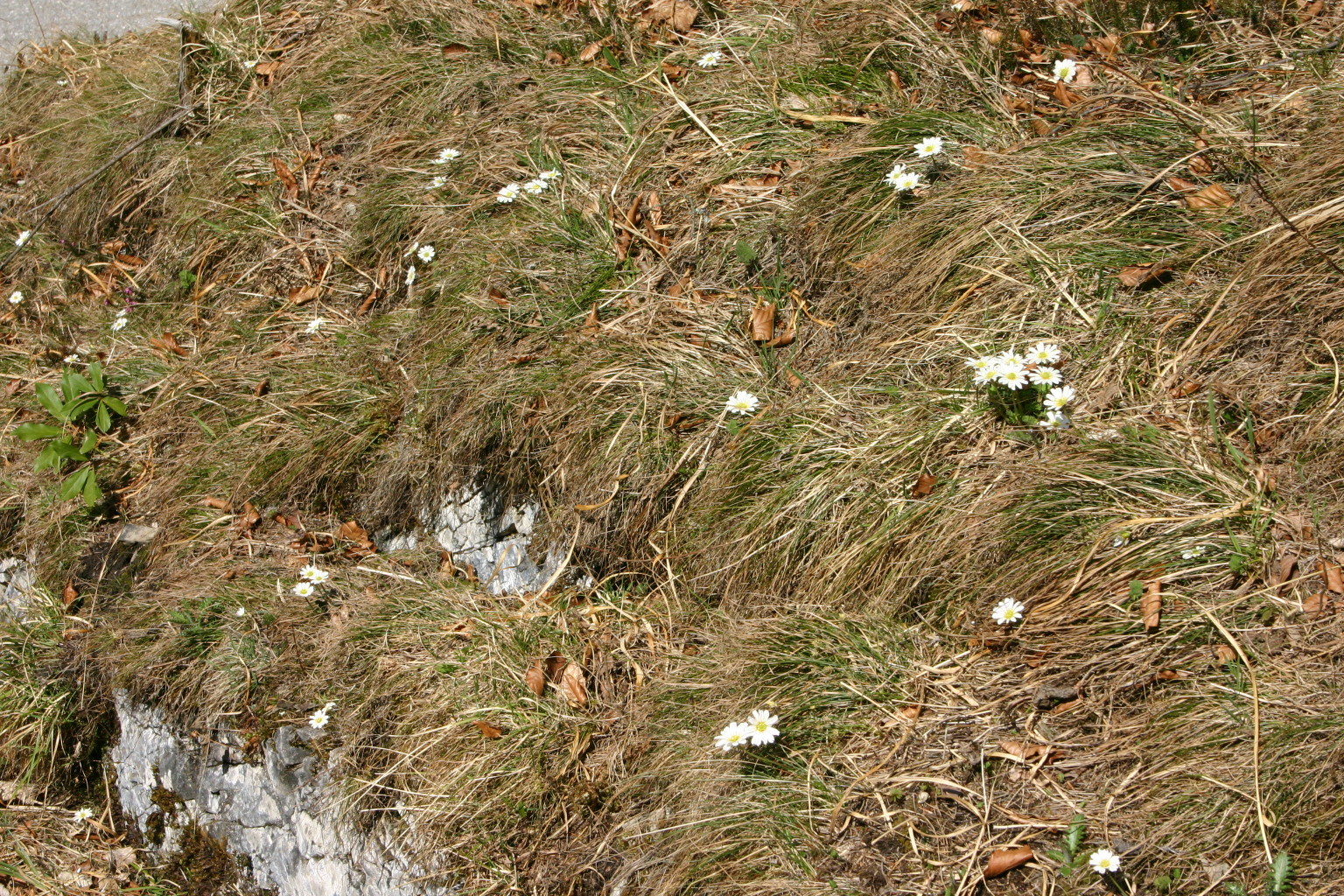
Anemonen-Schmuckblumen am Standort

Es handelt sich bei der Anemonen-Schmuckblume um einen österreichischen Endemiten der nordöstlichen Kalkalpen. Diese Art ist zerstreut bis selten in den Bundesländern Ober-, Niederösterreich und der Steiermark.
Als Standort werden Föhrenwälder oder feucht-schattige Felsen und Geröll in der montanen Höhenstufe (etwa 700 bis 1200 Meter) bevorzugt. Die Art gedeiht nur über Dolomit und Kalk.